# Zvěrotice
Zvěrotice (německy Swierotitz) jsou obec v okrese Tábor v Jihočeském kraji. Leží severovýchodně od Soběslavi, s níž území obce sousedí. Žije v ní 401 obyvatel.

## Historie
První písemná zmínka o obci pochází z roku 1369.

## Obyvatelstvo
| Rok            | 1869 | 1880 | 1890 | 1900 | 1910 | 1921 | 1930 | 1950 | 1961 | 1970 | 1980 | 1991 | 2001 | 2011 | 2021 |
| -------------- | ---- | ---- | ---- | ---- | ---- | ---- | ---- | ---- | ---- | ---- | ---- | ---- | ---- | ---- | ---- |
| Počet obyvatel | 341  | 346  | 293  | 323  | 326  | 323  | 280  | 254  | 264  | 242  | 296  | 344  | 338  | 369  | 407  |
| Počet domů     | 51   | 55   | 55   | 55   | 57   | 57   | 57   | 60   | 61   | 59   | 73   | 98   | 113  | 127  | 144  |

## Obecní správa
Mezi lety 1850–1879 patřily Zvěrotice jako osada obce ke Klenovicím v okrese Tábor. V letech 1880–1980 byly obcí v okrese Tábor (1880–1930), posléze v okrese Soběslav (1950) a později opět v okrese Tábor. Od 1. července 1980 do 23. listopadu 1990 patřily jako část města k Soběslavi a od 24. listopadu 1990 jsou opět samostatnou obcí. V letech 1960–1980 k obci patřilo Sedlečko u Soběslavě.

### Obecní symboly
Znak a vlajka byly obci uděleny rozhodnutím předsedkyně Poslanecké sněmovny Parlamentu České republiky dne 12. července 2023.

## Přidružené oblasti
Ke Zvěroticím patří Zátiší místní hájenka. Mezi místní památky patří Zárubův mlýn.

## Galerie

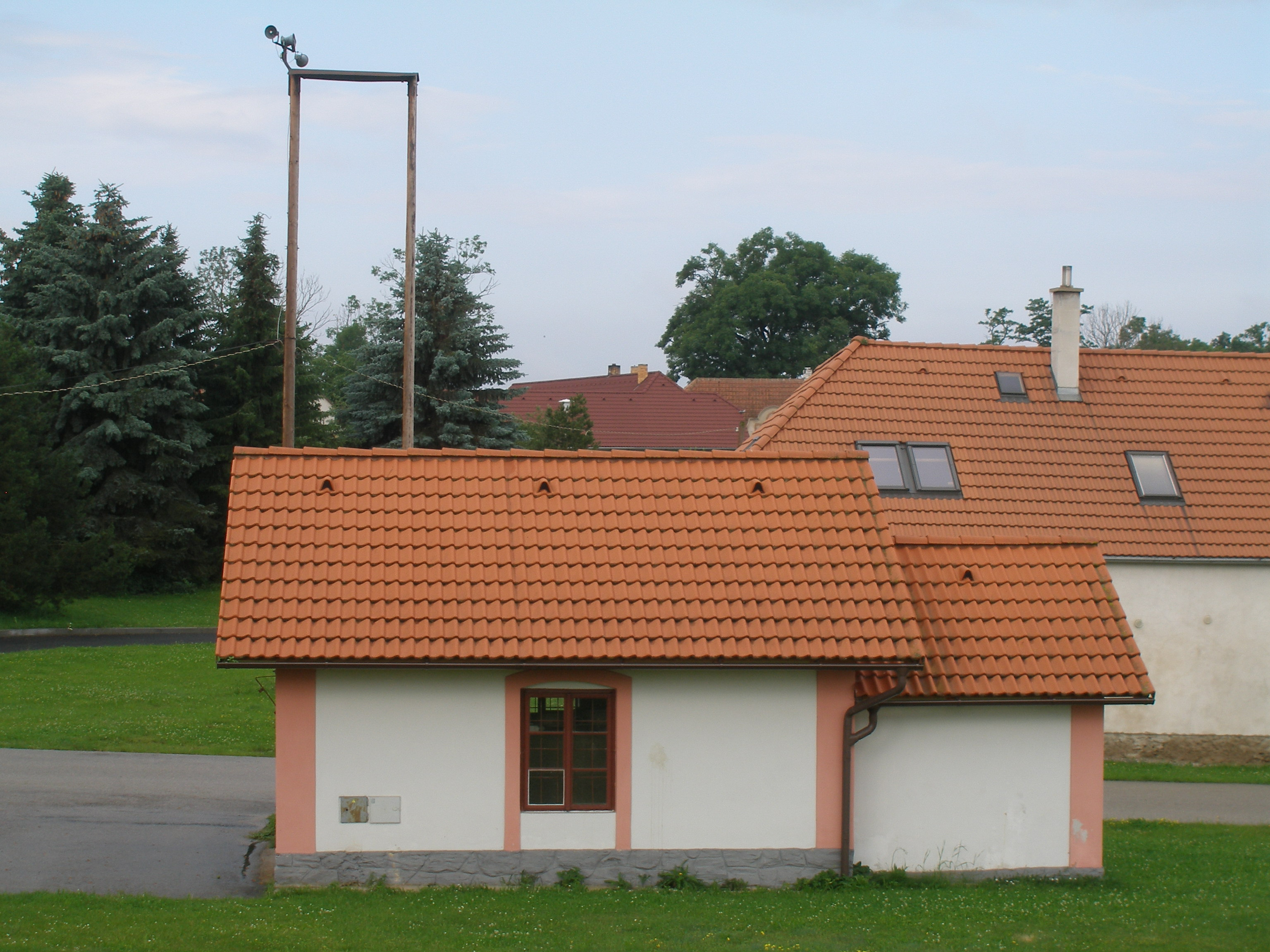
Hasičárna
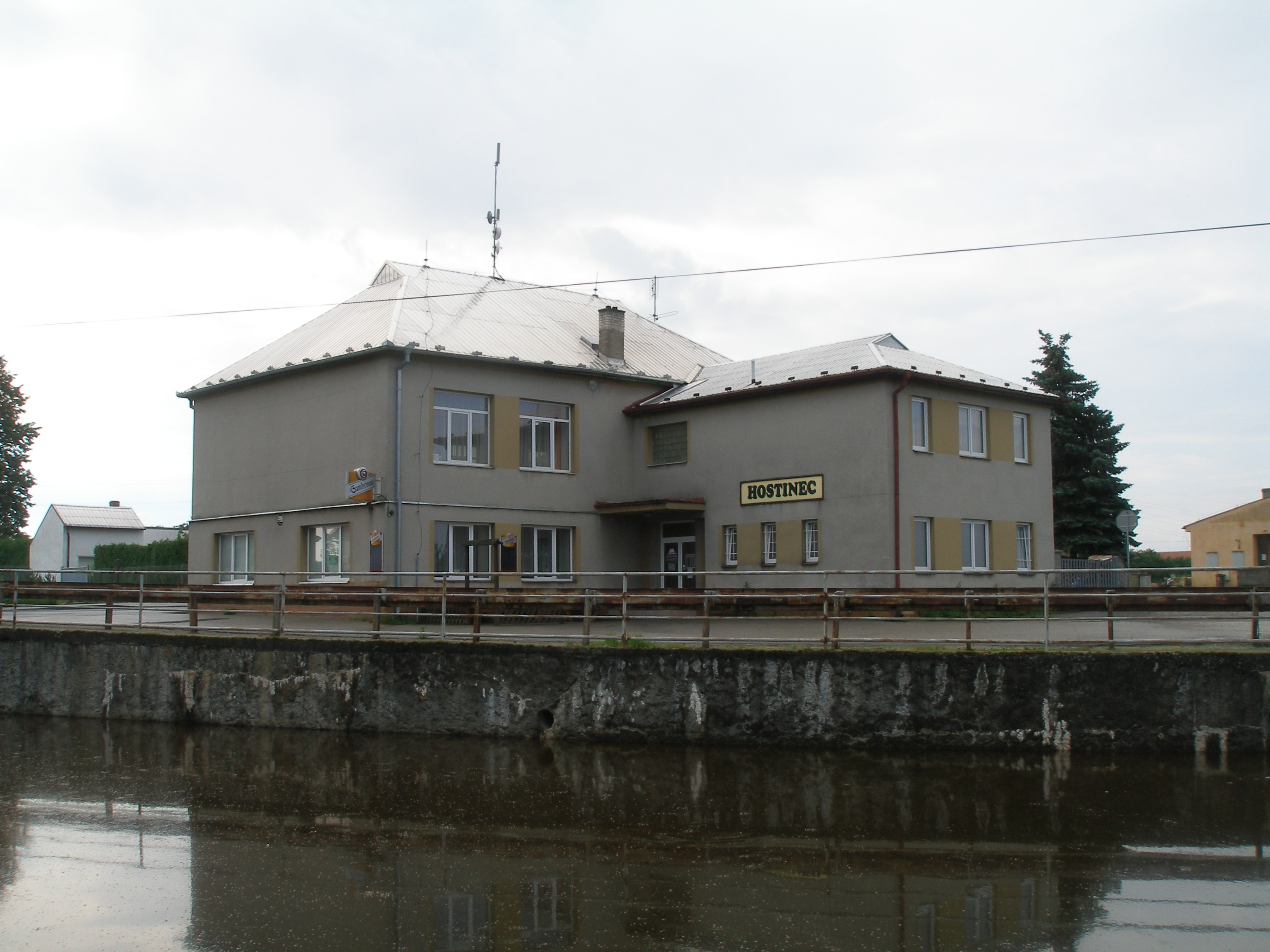
Hostinec
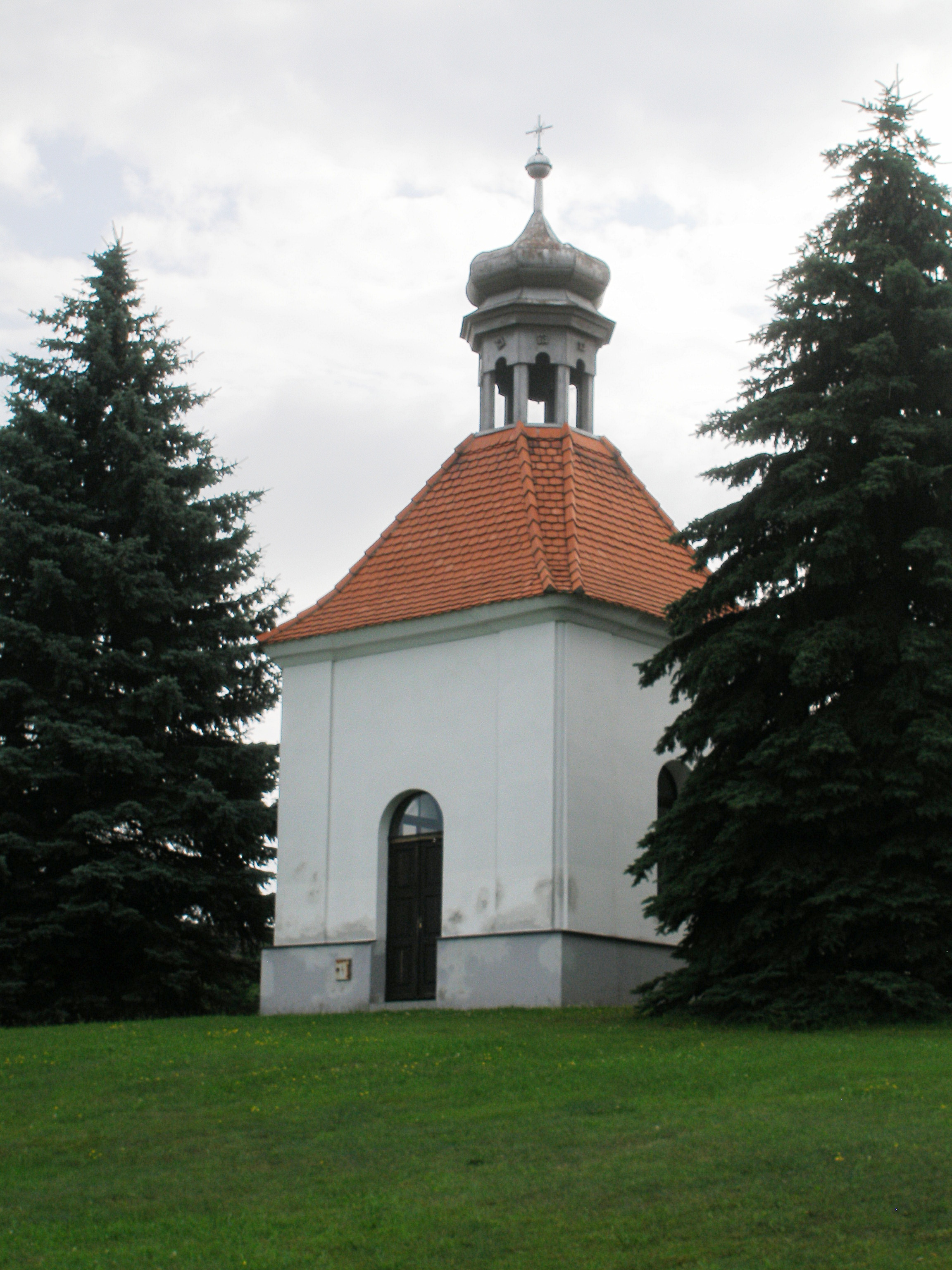
Kaple
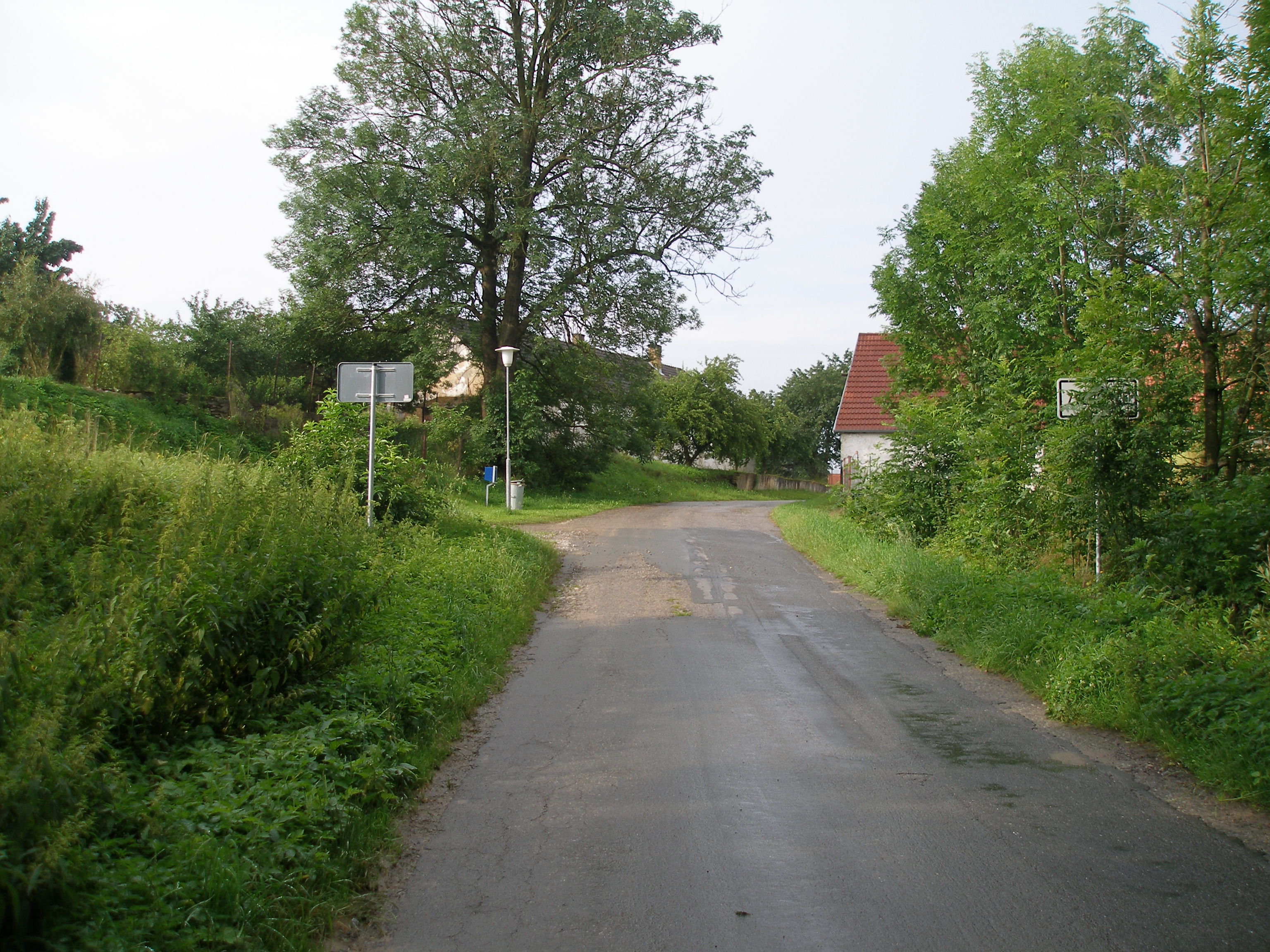
Příjezdová cesta od Sedlečka